# Temporada 1984 del Campeonato del Mundo de Motociclismo
La temporada de 1984 fue la 36.º edición del Campeonato Mundial de Motociclismo.

## Desarrollo y resultados
La temporada se inició el 24 de marzo en el Kyalami, Sudáfrica, terminando el 2 de septiembre en San Marino, Europa. Se disputaron un total de 12 grandes premios.
El defensor del título Freddie Spencer fue el favorito de pretemporada para ganar el campeonato. Sin embargo, los problemas iniciales con el nuevo V4 de Honda y las lesiones de la temporada temprana acabaron con sus esperanzas de repetir. A pesar de sus problemas, Spencer todavía se llevó cinco victorias. Eddie Lawson estuvo a la altura de su apodo de Steady Eddie con cuatro victorias y cuatro segundos lugares para asegurar su primer campeonato del mundo de 500cc con una Yamaha. Randy Mamola también obtuvo tres victorias para terminar segundo con Honda respaldado por la fábrica.
Yamaha también se alzó con la corona 250 con el francés Christian Sarron que se llevó los honores ante un fuerte desafío de Real-Rotax montado en Manfred Herweh Ángel Nieto ganaría un decimotercer campeonato mundial con seis victorias seguidas antes de quedar fuera de las dos últimas carreras. Stefan Dörflinger sería el primer campeón de 80cc después de que el desplazamiento de clase se incrementó de 50cc.

## Calendario
| Ronda | Fecha           | Gran Premio                     | Circuito          | Ganador 80cc         | Ganador 125cc   | Ganador 250cc     | Ganador 500cc   |
| ----- | --------------- | ------------------------------- | ----------------- | -------------------- | --------------- | ----------------- | --------------- |
| 1     | 24 de marzo     | Gran Premio de Sudáfrica        | Kyalami           |                      |                 | Patrick Fernandez | Eddie Lawson    |
| 2     | 15 de abril     | Gran Premio de las Naciones     | Mugello           | Pier Paolo Bianchi   | Ángel Nieto     | Fausto Ricci      | Freddie Spencer |
| 3     | 6 de mayo       | Gran Premio de España           | Jarama            | Pier Paolo Bianchi   | Ángel Nieto     | Sito Pons         | Eddie Lawson    |
| 4     | 20 de mayo      | Gran Premio de Austria          | Salzburgring      | Stefan Dörflinger    |                 | Freddie Spencer   | Freddie Spencer |
| 5     | 27 de mayo      | Gran Premio de Alemania         | Nürburgring       | Stefan Dörflinger    | Ángel Nieto     | Christian Sarron  | Freddie Spencer |
| 6     | 11 de junio     | Gran Premio de Francia          | Paul Ricard       |                      | Ángel Nieto     | Anton Mang        | Freddie Spencer |
| 7     | 17 de junio     | Gran Premio de Yugoslavia       | Rijeka            | Stefan Dörflinger    |                 | Manfred Herweh    | Freddie Spencer |
| 8     | 30 de junio     | Gran Premio de los Países Bajos | Assen             | Jorge Martínez Aspar | Ángel Nieto     | Carlos Lavado     | Randy Mamola    |
| 9     | 8 de julio      | Gran Premio de Bélgica          | Spa-Francorchamps | Stefan Dörflinger    |                 | Manfred Herweh    | Freddie Spencer |
| 10    | 5 de agosto     | Gran Premio de Gran Bretaña     | Silverstone       |                      | August Auinger  | Anton Mang        | Freddie Spencer |
| 11    | 12 de agosto    | Gran Premio de Suecia           | Anderstorp        |                      | Fausto Gresini  | Manfred Herweh    | Eddie Lawson    |
| 12    | 2 de septiembre | Gran Premio de San Marino       | Misano            | Gerhard Waibel       | Maurizio Vitali | Manfred Herweh    | Randy Mamola    |